# 斯特芬·莫克
斯特芬·莫克（英語：Stefan Mauk；1995年10月12日—）是一位澳大利亞足球運動員，在場上的位置是攻擊型中場，現效力於澳職球隊阿德莱德联。2016年7月19日，他和NEC奈梅亨簽約三年。2016年5月27日，他在澳大利亞對英格蘭的比賽中首次代表澳大利亞參賽。

## 外部連結
- worldfootball.net profile
- FFA profile （页面存档备份，存于）
- Soccerway資料庫：斯特芬·莫克